# Osama
Pour plus de détails, voir Fiche technique et Distribution.
Osama (أسامة) est un film afghano-irlando-japonais de Siddiq Barmak sorti en 2003.
Son financement a été soutenu par le Festival international du film de Rotterdam. Ce film est inspiré de l'histoire de Nadia Ghulam.

## Synopsis
Une Afghane et sa fille de 12 ans perdent leur travail quand les Talibans ferment les hôpitaux. Les Talibans interdisent aussi aux femmes de sortir sans être accompagnées d'un homme de leur famille. Comme le père et l'oncle de la fillette sont morts lors de la guerre contre les soviétiques, la grand-mère, la mère et la fille se retrouvent sans moyen de gagner leur vie. La grand-mère a alors l'idée d'habiller sa petite-fille en garçon, afin de lui trouver un emploi qui leur permettra de subvenir à leurs besoins.   
Elle parvient par la suite à trouver un travail, mais les Talibans la recrutent de force, elle et de nombreux adolescents des environs, afin de leur faire suivre une formation de soldat taliban. Une fois rendue dans le camp, la fille se retrouve en compagnie d'une de ses connaissances, Espandi, qui la connaît et la protégera des autres garçons en affirmant qu'elle s'appelle Osama et qu'elle est un garçon.

## Distribution
- Marina Golbahari : Osama
- Arif Herati : Espandi
- Zubaida Sahar : Mom
- Gol Rahman Ghorbandi : la dame #1
- Mohamad Haref Harat : la dame #2
- Mohamad Nader Khadjeh : la dame #3
- Khwaja Nader : Jadi
- Hamida Refah : Rohmi

## Récompenses
- Mention spéciale - Caméra d'or au Festival de Cannes 2003
- Festival international du film de Valladolid 2003 : Espiga de Oro
- New Currents Award - Mention Spéciale au Festival international du film de Pusan en 2003
- Meilleur premier long métrage au Molodist en 2003
- Golden Globe du meilleur film étranger à la 61e cérémonie des Golden Globes en 2004[1],[3]
- Grand Prix du Festival du film d'aventures de Valenciennes en 2004
- Nommé au Satellite Award du meilleur film étranger lors de la 8e cérémonie des Satellite Awards en 2004

## Réception
Ce film est très favorablement remarqué par les critiques. Ainsi, Thierry Jobin, pour Le Temps, salue un film qui décortique les mécanismes de l'intégrisme religieux. A.O. Scott dans le New York Times, souligne à la fois la beauté formelle de l'œuvre et le caractère méticuleux de l'enquête.